# タッド・リンカーン
トーマス “タッド”・リンカーン3世（英語: Thomas "Tad" Lincoln III , 1853年4月4日 - 1871年7月15日）は、第16代アメリカ合衆国大統領エイブラハム・リンカーンとメアリー・トッド・リンカーンの末息子で四男。18歳で病死した。
「タッド」はオタマジャクシのように落ち着きがないことから父親から与えられたニックネームである。よくホワイトハウス内を自由に走り回っていた。無遠慮で直情的な性格で、その無鉄砲ぶりを物語る数々のエピソードが残されている。父親の存命中は学校に通わなかった。

## 生いたちと教育
トーマス・リンカーン3世は1853年4月4日にエイブラハム・リンカーンとメアリー・トッド・リンカーンの四男として、アメリカ合衆国のイリノイ州スプリングフィールドにて出生した。彼にはロバート(1843–1926)、エディ(1846–1850)、ウィリー(1850–1862)という名の3人の兄がいた。父方の祖父にあたるトーマス・リンカーンと叔父のトーマス・リンカーン・ジュニアにちなんで名付けられた彼はすぐに、その小さな身体と大きな頭、幼少期にオタマジャクシのように落ち着きがないことから父親から「タッド」というニックネームを与えられた。タッドのファーストネームはたまに誤って「Thaddeus」（タデウス）と記載されている。
タッドは口唇口蓋裂を持って生まれ、生涯を通して発話障害に苦しんだ。構音障害があり、早口でごにょごにょと話したので、彼と親しい者しか理解できないことが多かった。たとえば、父のボディーガードのウィリアム・H・クルックを「トゥック」と呼び、父を「パパ・ディア」ではなくて「パパ・デイ」と呼んだ。口蓋裂の影響で歯並びが悪く、そしゃくが困難だったので、特別な食事が用意された。
タッドと歳の近い兄のウィリーはスプリングフィールドに在住していた期間に、「悪名高いいたずらっ子」とみなされていた。エイブラハムと法律事務所を共同で経営するウィリアム・ハーンドンは棚から本を引っ張り出し、事務所内をひっかきまわしている子どもたちにエイブラハムが気付いていないと書き残している。

## ホワイトハウスの生活

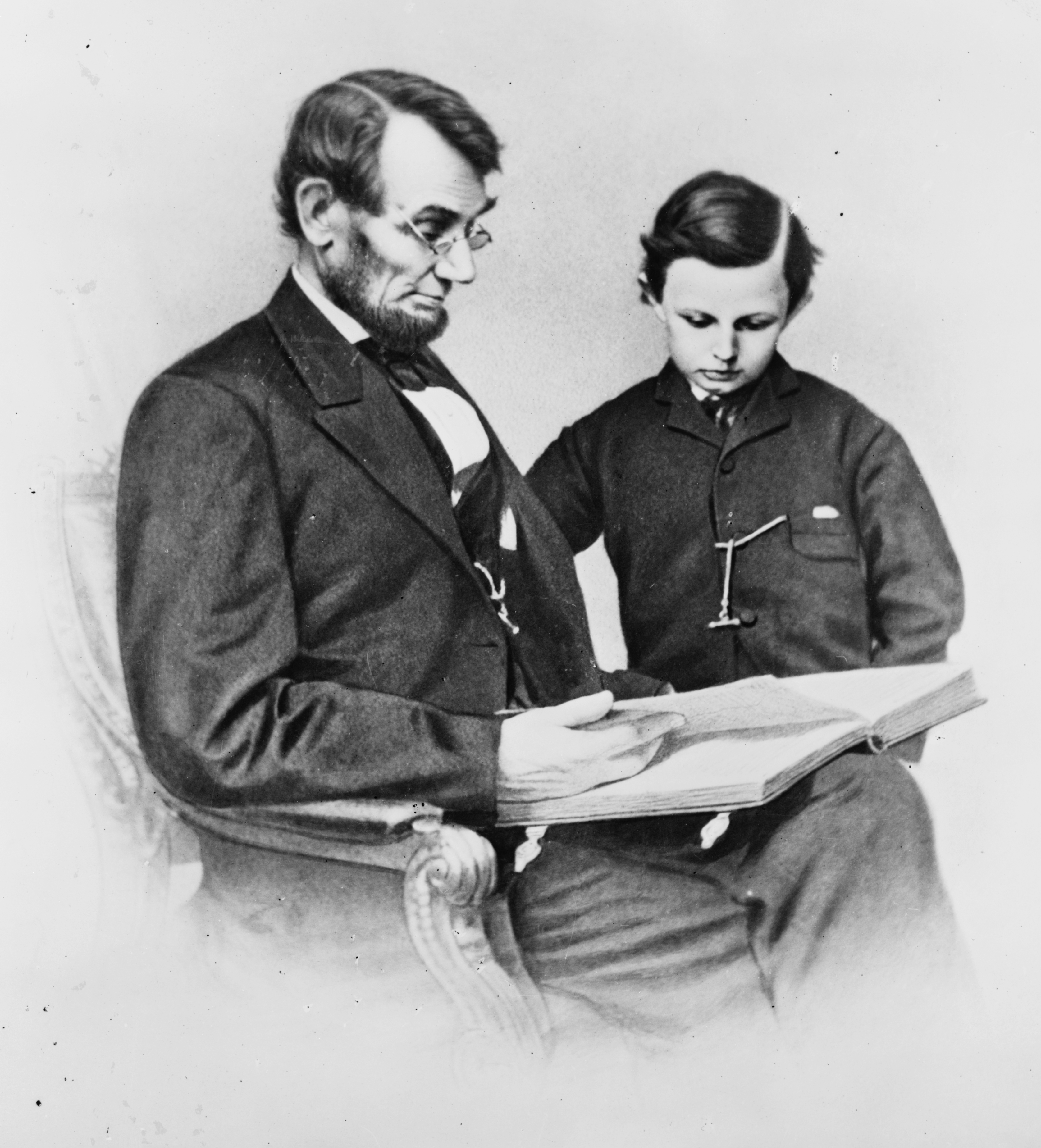
父のエイブラハム・リンカーンと一緒にアルバムを見るタッド（1864年2月9日）

エイブラハムが1860年アメリカ合衆国大統領選挙に勝利してアメリカ合衆国大統領に選出されたため、一家はホワイトハウスに移住した。ここがウィリーとタッドの新たな遊び場となった。メアリーの要請に応じてジュリア・タフト(1845-1933)、彼女の14歳の弟「バド」（ホレイショ・ネルソン・タフト・Jr.、1847-1915）と12歳の弟「ホリー」（ハルゼイ・クック・タフト、1849-1897）がホワイトハウスに呼ばれ、2人の男の子はウィリーとタッドの遊び仲間になった。また、この三人の姉弟の長兄（異母兄）であったチャールズ・サビン・タフト(1835-1900)は内科医であり、後1865年4月14日夜、エイブラハム・リンカーン大統領がフォード劇場で狙撃された際、偶然に客席に居合わせ、同じく居合わせた外科医チャールズ・リールとともに、遭難直後の大統領を診察した医師二人のうちの一人となった。
1862年2月にリンカーン家の両方の少年が腸チフスにかかり、寝たきりになった。タッドは回復したものの、ウィリーは1862年2月20日に亡くなった。ウィリーの死後、両親は以前にも増してタッドを甘やかすようになった。父の存命中は衝動的でわがままな性格で、学校には通わなかった。ジョン・ヘイはホワイトハウスでの少年の家庭教師の多くが失意のうちに辞職すると書いている。ホワイトハウスを自由に走り回り、大統領会議を中断させたり、動物を集めたり、父に会いに来た訪問客にちょっかいを出したりするなどのエピソードが残されている。
1865年4月14日に両親がフォード劇場で『われらのアメリカのいとこ』を観劇している間、タッドは『アラジンとワンダフルランプ』の演目を見るためにグローバー劇場に行った。その夜に彼の父はジョン・ウィルクス・ブースに銃撃されて致命傷を負った。このリンカーン大統領銃撃事件のニュースはグローバー劇場にも伝えられ、管理者が全聴衆に向けて発表を行った。タッドは動揺して走りながら、「やつらがパパを殺した! やつらがパパを殺したんだ! 」と叫んだ。メアリーは「タッドを連れておいで。口をきいてくれるでしょう。あんなにも彼を可愛がっていたのだから」と言い、末息子をピーターセンハウスで死の床にあるエイブラハムに会わせようとした。しかし、彼女の願いは聞き入れられず、タッドは護衛されてホワイトハウスに戻った。その夜遅く、ホワイトハウスのドアマンが悲しみに沈んだタッドを寝かしつけた。エイブラハム・リンカーンはその翌日、4月15日午前7時22分に亡くなった。タッドは父の死について次のように述べている。
| 「 | パパは死んだ。このまま二度と会えないなんてとてもじゃないけど、信じられないよ。今は自分のことは自分自身で解決しなければならないんだ。そうだ、パパが死んで、ぼくも今やただのタッド・リンカーン。リトル・タッド、どこにでもいる少年さ。今のぼくは大統領の息子じゃないんだ。もうたくさんのプレゼントをもらえないんだ。まあ、いい子になって、いつか天国にいるパパとウィリー兄さんに会いにいきたいな。 | 」 |

## その後の人生
エイブラハム・リンカーンの暗殺後、メアリーとロバート、タッドの3人はシカゴで一緒に暮らした。それから少したってからロバートは家を出て、タッドは学校に通い始めた。1868年にメアリーとタッドはシカゴを離れ、最初にドイツ、その後にイングランドとほぼ3年間、ヨーロッパ各地で暮らした。
ウィリーの死後に浪費癖からメアリーの買い物のつけがたまっていたという事情がこの海外旅行の背景にあった。彼女はたまりかねてヨーロッパ各地を放浪して旅先から窮状を訴え、これに同情した連邦議会が1870年にメアリーに終生年金3,000ドルを支給することを決議した。メアリーは1871年4月にタッドとともに帰国した。
タッドは口唇口蓋裂の形態的影響から、現代のコメンテーターが「複雑性言語障害」と呼ぶ障害に苦しんだ。シカゴの学校に通っていた時期に、このことが原因でいくつかの問題を引き起こした。エリザベス・ストリート・スクールでも、言語障害のせいで、たまにクラスメートから「吃音タッド」と呼ばれてからかわれたりもしたが、ティーンエイジャーのうちにこの障害を克服することができた。

## 死

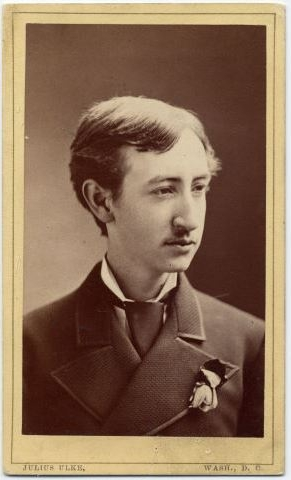
亡くなる年、1871年に撮影された写真

1871年7月15日の土曜日の朝にシカゴのクリフトンハウスホテルに滞在中、死去した。死因については結核、胸膜炎の発作や肺炎など、さまざまな説がある。死亡記事では、ジョン・ヘイが「リトル・タッド」と呼び、愛情を込めて故人について言及した。
タッドの葬儀はシカゴにある一番上の兄のロバートの家で行われた。遺体はスプリングフィールドに運ばれ、父とすでに亡くなっていた2人の兄と一緒に、オークリッジ墓地内のリンカーンの墓に埋葬された。ロバートは列車に乗って棺に同行したが、メアリーは尋常でない程に取り乱しており、タッドとの別れの旅に参加することができなかった。